# Maria Faustyna Kowalska
Svatá Maria Faustyna Kowalska (rozená Helena Kowalska; počeštěně Marie Faustyna Kowalská; 25. srpna 1905 Głogowiec, Polsko – 5. října 1938 Krakov) byla polská řeholnice a mystička, členka Kongregace sester Matky Božího Milosrdenství, která byla 30. dubna 2000 prohlášena za svatou. Dnes je na celém světě známá jako apoštolka Božího Milosrdenství a hloubku jejího duchovního života odkrývá vlastnoručně napsaný Deníček.

## Život
Narodila se 25. srpna 1905 ve vsi Głogowiec nedaleko polského města Łódz. O dva dny později přijala při křtu jméno Helena. Byla třetí z desíti dětí. Její rodiče Stanislav a Mariana byli velice chudí. Její otec pracoval jako tesař. Faustyna tuto chudobu na hranici nouze později popisuje ve svých vzpomínkách. Do školy chodila necelé tři roky. Často se jako dítě ve škole kvůli chudobě stávala terčem zlých urážek. Někdy neměla co na sebe, proto nemohla ani pravidelně navštěvovat nedělní bohoslužby. To jí však nepřekáželo v osobních modlitbách i společných pobožnostech v domácím prostředí. Již jako osmileté dítě uslyšela osobní Boží pozvání pro řeholní život, které se jí vrylo hluboko do srdce. Toto rozhodnutí pověděla rodičům, ale oni byli zásadně proti. Faustýna se snažila Boží pozvání přehlušit, avšak Ježíš jí důrazněji prokázal zvláštní povolání. Ve svých životopisných vzpomínkách popisuje, jak spatřila trpícího Spasitele, když byla na tanečním parketu a snažila se tak nevnímat Ježíšova slova: „Jak dlouho tě mám snášet a jak dlouho mě budeš klamat?“ (Dn. 9) Od té chvíle se chtěla zasvětit pouze Ježíšovi.
Zamířila do Varšavy a snažně se pokoušela najít kláštery, které by ji přijaly, ale bez výsledku. Nakonec byla přijata 1. srpna roku 1925 jako postulantka do klauzury kláštera Kongregace sester Matky Božího Milosrdenství ve Varšavě v Žytné ulici. Ve svém deníčku zachytila své pocity: „Připadalo mi, že jsem vstoupila do ráje. Ze srdce mi neustávala tryskat děkovná modlitba.“ (Dn. 17). Později ji poslaly sestry do Krakova, kde 30. dubna 1926 složila první a po pěti letech věčné řeholní sliby čistoty, chudoby a poslušnosti. V kongregaci přijala jméno Marie Faustyna. Pohybovala se v několika kongregačních domech, nejdéle v Krakově, Płocku a ve Vilně a tam pracovala v kuchyni, na zahradě nebo jako vrátná. Své povinnosti a řeholní pravidla plnila s velkou odevzdaností a věrností. Z jejího osobitého charakteru vyčnívala přirozená, soustředěná a mlčenlivá povaha s přáním nezištné lásky.
Celý život sestra Faustyna usilovala o dokonalejší sjednocení s Bohem a s velikou obětavostí spolupracovala s Ježíšem na díle záchrany duší. „Můj Ježíši, Ty víš, že jsem od raného mládí toužila stát se velikou svatou, to znamená toužila jsem Tě milovat tak velikou láskou, jak Tě dosud ještě žádná duše nemilovala“ (Dn. 1372).
Vysilující povinnosti a přísné posty oslabily její tělesný organismus a zanedlouho onemocněla tuberkulózou. Sestra Faustyna dala svůj život v oběť za hříšníky, a proto také pro záchranu duší zakoušela různá utrpení. 1. května 1933 složila věčné sliby. Pater Josef Orchowski vydává o ní toto svědectví: „Kristus udělil sestře Faustyně mnoho milostí a také mystických zážitků. Vyvolil si ji, aby jejím prostřednictvím předal světu poselství o Božím Milosrdenství. »Ve Starém zákoně jsem posílal ke svému lidu proroky s hromobitím. Dnes posílám tebe k celému lidstvu se svým milosrdenstvím. Nechci nemocné lidstvo trestat, ale chci je vyléčit a přitisknout na své milosrdné srdce« “ (D 588).
Duchovně zcela zralá, mysticky spojena s Bohem, avšak fyzicky úplně vyčerpaná, zemřela v pověsti svatosti 5. října roku 1938 ve věku 33 let. V kongregaci sloužila 13 let. 25. listopadu 1966 byly její ostatky přeneseny do klášterní kaple u svatyně Božího Milosrdenství v Krakově. V roce 1968 byla kaple z důvodu hrobu služebnice Boží zapsána na seznam sanktuárií arcidiecéze krakovské. Do beatifikace spočívaly ostatky sestry Faustyny v původní rakvi. Nyní jsou uloženy na oltáři v sarkofágu, pod slavným obrazem Milosrdného Ježíše s nápisem Ježíši Důvěřuji Ti, který byl namalován Adolfem Hylou. Relikviář byl odhalen v den beatifikace řeholnice 18. dubna 1993.

### Poslání
Poslání této prosté, ale statečné a pevně Bohu důvěřující sestry Faustyny spočívalo v těchto bodech:
- Hlásání pravd víry zjevených v Písmu svatém o milosrdné lásce Boha ke každému člověku, i k tomu největšímu hříšníku.
- V probuzení hnutí apoštolů Božího milosrdenství, které má za cíl vyprošovat světu Boží milosrdenství a usilovat o křesťankou dokonalost v duchu evangelia dětinnou důvěrou v Boha a činnou láskou k bližním.
- Vyprošování Božího milosrdenství praktikováním nových způsobů boží úcty, které Ježíš Faustynu naučil. . Řekl: „Posílám celému lidstvu tebe se svým milosrdenstvím. Nechci zraněné lidstvo trestat, nýbrž toužím je vyléčit přivinutím na své milosrdné Srdce“ (Dn. 1588). „Jsi sekretářkou mého milosrdenství; vyvolil jsem tě pro tento úřad v tomto i v budoucím životě (Dn. 1605), (...) abys duším dávala poznat mé veliké milosrdenství, které k nim mám, a vybízela je k důvěře v propast mého milosrdenství“ (Dn. 1567). Způsoby rozšiřující úctu k Božímu Milosrdenství jsou následující:
  - Obraz Božího Milosrdenství s nápisem: „Ježíši, důvěřuji Ti“
  - Svátek Božího Milosrdenství o první neděli po Velikonocích
  - Korunka k Božímu Milosrdenství a modlitba v hodině Milosrdenství

## Beatifikace
V roce 1968 začal v Římě proces beatifikace služebnice Boží sestry Faustyny Kowalské. Mezi blahoslavené ji zařadil papež sv. Jan Pavel II. 18. dubna roku 1993 a po zakončení kanonizačního procesu ji na Svatopetrském náměstí v Římě v neděli Božího Milosrdenství 30. dubna 2000 svatořečil.

## Obraz k Božímu Milosrdenství

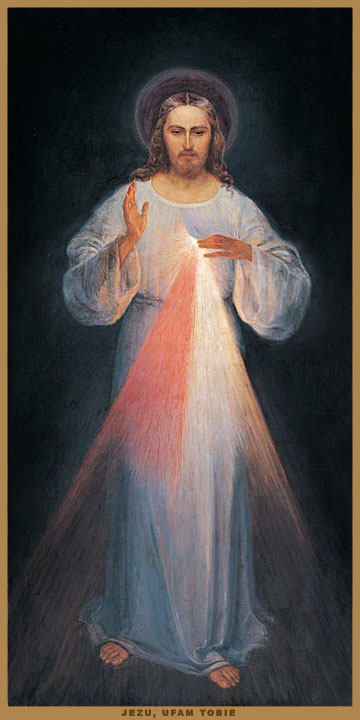
Obraz milosrdného Ježíše (Původní obraz Božího Milosrdenství namalovaný v roce 1934 Eugeniuszem Kazimirowskim podle pokynů sv. Faustyny)

Dnes je již kult Božího Milosrdenství nejen symbolicky, ale nerozlučně spojen s obrazem Spasitele „Ježíši, důvěřuji Ti!“ Namaloval ho roku 1934 Evžen Kazimirowski ve Vilně podle pokynů sestry Faustyny. Představuje celou postavu Spasitele, který pozvedá svou pravici k požehnání a jeho levá ruka se dotýká hrudi, odkud vycházejí dva paprsky. Jejich význam vysvětlil sám Ježíš: „Světlý paprsek znamená vodu, která ospravedlňuje duše, červený paprsek znamená krev, která je životem duší. Šťasten, kdo v nich bude žít, protože toho nezasáhne ruka spravedlivého Boha“ (D 299). U Ježíšových nohou je nápis: Ježíši, důvěřuji Ti! Když malíř dokončil svou práci a sestra Faustyna obraz spatřila, byla zklamaná a dala se do pláče. Ježíš nebyl tak krásný, jak ho vídala. Neobvyklá jsou zaslíbení, která sdělil Boží Syn sestře pro ty, kdo budou správně uctívat tento obraz: „Slibuji, že duše, která uctívá tento obraz, nezahyne. Slibuji jí také vítězství nad nepřáteli již zde na zemi, zvláště pak v hodině smrti. Já sám ji budu bránit jako svou slávu“ (D 48).

## Korunka k Božímu Milosrdenství
Neméně krásná jsou zaslíbení, která obdržela sestra Faustyna pro ty, kteří se budou modlit dnes všeobecně známou Korunku k Božímu Milosrdenství. „Kdokoliv se ji bude modlit, pozná Boží Milosrdenství v hodině své smrti. Kněží je budou podávat hříšníkům jako poslední záchranu“ (D 687). „Lidstvo ke mně přibližuješ modlitbou té korunky“ (Dn. 929). „Duše, které se tuto korunku budou modlit, zahrne mé milosrdenství v životě, ale zvláště v hodině smrti“ (Dn. 754), řekl jindy Ježíš.

## Svátek a hodina Božího Milosrdenství
Jsou zde ještě dva prvky kultu Božího Milosrdenství. Prvním je svátek Božího Milosrdenství, o kterém Ježíš řekl sestře: „V ten den jsou otevřeny poklady mého milosrdenství, vylévám moře milostí na duše, které se přiblíží k prameni mého milosrdenství“ (D 699). Svátek Božího Milosrdenství zavedl Jan Pavel II. před lety (30. dubna 2000) pro celou Církev. Při svatořečení sestry Faustyny Svatý otec řekl: „Na věky chci zpívat o Hospodinově milosrdenství (Ž 89,2). Také my, putující církev, připojujeme své hlasy k hlasu nejsvětější Panny Marie, Matky Milosrdenství, a k hlasu této nové světice, která opěvuje v nebeském Jeruzalémě spolu se všemi Božími přáteli Boha a jeho milosrdenství. A ty, Faustyno, která jsi Božím darem pro naše časy, darem poslaným zemi a celé Církvi, vypros nám, abychom pochopili hloubku Božího Milosrdenství. Pomáhej nám, abychom je živě zakoušeli a podávali o něm svědectví uprostřed lidí.“
Druhým je Hodina Božího Milosrdenství. Rok před svou smrtí obdržela sestra Kowalská od Spasitele zvláštní úkol: šířit úctu k hodině jeho smrti, modlitba se má konat o třetí hodině odpoledne. „V tu hodinu si vyprosíš všechno pro sebe a pro své drahé. Ta hodina se stala milostí pro celý svět – milosrdenství zvítězilo nad spravedlností."

## Dílo
- Deníček – posmrtně vydané zápisky s. M. Faustyny Kowalské[5]

## Filmografie
- Faustina - apoštol Božího milosrdenství, Polsko 1994
- Láska a milosrdenstvo, Polsko 2019